# Guyanabrulaap
De Guyanabrulaap (Alouatta macconnelli) is een soort van het geslacht brulapen (Alouatta). De wetenschappelijke naam van de soort werd voor het eerst geldig gepubliceerd door Daniel Giraud Elliot in 1910. Lange tijd heeft/hebben de brulapen van het Guyanaschild onder de naam Alouatta seniculus bekendgestaan. Onderzoek van Bonvicino en anderen toonden aan dat de 'rode' brulapen ten westen van de Rio Trombetas tot een andere soort behoorden. Sindsdien zijn de rode brulapen van de Guyana's Alouatta macconnelli genoemd.

## Uiterlijk
De Guyanabrulaap is de grootste aap in noordelijk Zuid-Amerika. Een volwassen man heeft een kop-romplengte die varieert van 52 tot 57 cm en kan tussen de 5,2 en 7,1 kg wegen, volwassen vrouwtjes bereiken een kop-romplengte tussen 42 en 49 cm wegen tussen de 4 en 5 kg. De staart is langer dan de kop-romplengte en heeft een grijpfunctie.

## Voorkomen
De soort komt voor in Brazilië, Frans-Guyana, Guyana, Suriname en Trinidad. Daar komt deze soort voor in vele bostypen: laaglandregenbos, savannebos, ritsbos, swampbos en galerijbos. Een enkele maal zijn ze ook waargenomen in liaanbos en mangrovebos, maar in deze laatste bostypen zijn is deze soort zeldzaam.

## Voedsel
Brulapen zijn de enige primaten van Zuid-Amerika die een deel van hun voeding uit bladeren halen. Daarnaast eet de Guyanabrulaap vruchten, knoppen, bloemen. Een enkele maal worden ook zaden, mossen, boomschors en delen van termietennesten gegeten. In totaal zijn er ongeveer 195 verschillende planten geïdentificeerd die de guyanabrulaap als voedsel gebruikt. Hoewel met vruchten ook zaden worden ingeslikt, worden zaden zelden verteerd. Hierdoor is de Guyanabrulaap een belangrijke zaadverspreider. Bij het onderzoek van Julliot in Frans Guyana bleek dat Guyanabrulaap de zaden van meer dan 100 boomsoorten verspreidde.

## Sociale structuur
Anders dan andere brulaapsoorten leeft de Guyanabrulaap in kleine groepen. Deze groepen bestaat gewoonlijk uit een volwassen man, een of enkele volwassen vrouwtjes en eventuele jongen. Zowel in Suriname als in Frans Guyana bleek de groepsomvang te variëren tussen 2 en 8 individuen.